# Петров Сергій Іванович
Сергі́й Іва́нович Петро́в (25 жовтня 1910, село Костюкове Юхнівського повіту Смоленської губернії, тепер Калузької області, Російська Федерація — 3 січня 1965, місто Челябінськ, тепер Російська Федерація) — радянський державний діяч, член-кореспондент Академії будівництва та архітектури СРСР (1957). Депутат Верховної ради РРФСР 6-го скликання.

## Життєпис
З 1926 року працював землекопом на будівництві водопроводу в Москві.
Закінчив робітничий факультет при нафтовому інституті імені І. М. Губкіна в Москві. У 1936 році закінчив Московський інженерно-будівельний інститут.
З 1936 року — на господарській роботі: інженер Головгідробуду НКВС СРСР.
У 1941—1951 роках — на керівних інженерних посадах у тресті «Тагілбуд» Свердловської області: начальник будівельного управління.
Член ВКП(б) з 1944 року.
У 1951—1952 роках — головний інженер, у 1952—1959 роках — керуючий тресту «Челябметалургбуд».
У 1959—1963 роках — заступник голови Ради народного господарства Челябінського економічного адміністративного району; начальник Головного управління «Південьуралбуду».
У 1963nbsp;— 3 січня 1965 року — начальник Головного управління з будівництва в Південно-Уральському економічному районі (Головпівденьуралбуду) Міністерства будівництва РРФСР у місті Челябінську.
Раптово помер 3 січня 1965 року в місті Челябінську.

## Нагороди та відзнаки
- орден Леніна
- орден «Знак Пошани»
- три медалі